# Иванов, Николай Фёдорович (строитель)
Николай Фёдорович Иванов (род. 1924) — советский передовик производства, бригадир монтажников-мостостроителей. Участник Великой Отечественной войны. Герой Социалистического Труда (1966).

## Биография
Родился в 1924 году в Орловской области в семье крестьянина, позже семья переехала в Московскую область. 
С 1941 года призван в ряды Красной армии, с 1942 года направлен в действующую армию, участник Великой Отечественной войны в составе отдельной разведывательной роты 13-й гвардейской мотострелковой бригады, с 1944 года — 22-й гвардейской мотострелковой бригады 6-го гвардейского танкового корпуса 3-й гвардейской танковой армии, гвардии старший сержант, командир бронемашины. Воевал на Западном, Воронежском, Центральном и 1-м Украинском фронтах, трижды был ранен в боях. За участие в войне был награждён двумя Орденами Красной Звезды, Орденом Славы  3-й степени и Медалью «За отвагу».
В 1949 году, после демобилизации из рядов Советской армии, устроился на работу монтажником в мостостроительный отряд № 5 мостостроительного треста № 2 Хакасской автономной области, который занимался строительством мостов и инженерных сооружений. Вскоре Н. Ф. Иванов был назначен руководителем монтажной бригады, бригада под его руководством участвовала в строительстве мостов в Казахской ССР (на Кустанае), в Украинской ССР (в Закарпатской области и Днепропетровске), мостов через реки Волга, Абакан и Енисей, а также на железнодорожной трассе Абакан — Тайшет.
23 марта 1956 года  и 27 апреля 1961 года Указом Президиума Верховного Совета СССР «за трудовой вклад в строительство, реконструкцию важнейших народнохозяйственных объектов» Николай Фёдорович Иванов дважды награждался медалью «За трудовое отличие».
12 апреля 1966 года  Указом Президиума Верховного Совета СССР «за выдающиеся успехи, достигнутые при строительстве железнодорожной магистрали Абакан — Тайшет»  Николай Фёдорович Иванов был удостоен звания Героя Социалистического Труда с вручением Ордена Ленина и золотой медали «Серп и Молот».
Проживал в городе Херсон, на Украине.

## Награды
- Медаль «Серп и Молот» (12.4.1966)
- Орден Ленина (12.4.1966)
- Орден Красной Звезды (28.3.1943[1], 22.01.1944[2])
- Орден Славы III степени (17.5.1945[3])
- Медалью «За отвагу» (29.8.1943[4])
- Медаль «За боевые заслуги»
- Медаль «За трудовое отличие» (23.3.1956, 27.4.1961)

## Звание
- Почётный гражданин города Абакан (20.9.1974[6])